# チェッレート・カステッロ
チェッレート・カステッロ（伊: Cerreto Castello）は、イタリア共和国ピエモンテ州ビエッラ県に存在した、人口約600人の基礎自治体（コムーネ）。
2019年1月1日にクアレーニャと合併し、クアレーニャ・チェッレートの一部となった。

## 地理

### 位置・広がり
| コムーネとしてのチェッレート・カステッロに隣接していたコムーネは以下の通り。 - コッサート - クアレーニャ - ヴァルデンゴ - ヴィリアーノ・ビエッレーゼ |